# Juri Michailowitsch Iwanow
Juri Michailowitsch Iwanow (russisch Юрий Михайлович Иванов; * 9. Juli 1952 in Sortawala) ist ein ehemaliger sowjetischer Skispringer.

## Werdegang
Sein internationales Debüt gab Iwanow bei der Vierschanzentournee 1975/76. Nach einem enttäuschenden 50. Platz beim Auftaktspringen auf der Schattenbergschanze in Oberstdorf konnte er seine Leistungen stetig steigern. Nach Rang 31 in Garmisch-Partenkirchen und Rang 36 in Innsbruck landete er in Bischofshofen auf Platz 28. Am Ende der Tournee belegte er mit 744,3 Punkten, was zudem sein höchster Punktewert der Karriere war, Rang 31 der Gesamtwertung. Bei der folgenden Vierschanzentournee 1976/77 konnte er auf der Bergiselschanze in Innsbruck als siebenter erstmals unter die besten zehn springen. Zudem erreichte er zwei Top-30-Platzierungen sowie einen eher enttäuschenden 50. Platz in Bischofshofen und lag am Ende der Tournee auf Platz 16 der Gesamtwertung.
Seine in der Gesamtwertung erfolgreichste Tournee bestritt er mit der Vierschanzentournee 1977/78. Nach eher durchwachsenen Ergebnissen in Oberstdorf und auf der Großen Olympiaschanze in Garmisch-Partenkirchen sprang Iwanow in Innsbruck und Bischofshofen nur knapp an den besten zehn vorbei und beendete die Tournee als 16. der Gesamtwertung. Überraschen konnte Iwanow schließlich beim Auftaktspringen zur Vierschanzentournee 1978/79. In Oberstdorf gewann er das Springen vor dem Deutschen Jochen Danneberg und dem Finnen Pentti Kokkonen. Jedoch konnte er diese Leistung in keinem der folgenden Springen wiederholen. Dadurch reichte es nur zu Rang 21 in der Tournee-Gesamtwertung. Seine letzte Vierschanzentournee 1979/80 war zudem sein Debüt im neugeschaffenen Skisprung-Weltcup. Dabei verpasste er jedoch Ergebnisse in der Weltspitze. Bestes Einzelresultat war der 31. Platz in Oberstdorf. Nach Abschluss der Tournee stand Iwanow auf dem 45. Platz der Gesamtwertung.
Zum Abschluss seiner internationalen Karriere startete Iwanow bei den Olympischen Winterspielen 1980 in Lake Placid, die zugleich als Nordische Skiweltmeisterschaft gewertet wurden. Nachdem er von der Normalschanze des MacKenzie Intervale Ski Jumping Complex auf Rang 33 landete, belegte er von der Großschanze den 34. Platz.
Bei den Nationalen Meisterschaften der UdSSR stehen vier Mal zweite Plätze und zwei Mal dritte Plätze zu Buche. Nach Abschluss der Aktivenkarriere wurde er Trainer und führte unter anderem die Olympiamannschaften 1988 und 1992.

## Erfolge

### Vierschanzentournee-Platzierungen
| Saison  | Platz | Punkte |
| ------- | ----- | ------ |
| 1975/76 | 31.   | 744,3  |
| 1976/77 | 27.   | 768,5  |
| 1977/78 | 16.   | 665,8  |
| 1978/79 | 21.   | 685,3  |
| 1979/80 | 45.   | 592,9  |